# Заріна Гюльзенбек
Заріна Гюльзенбек  (нім. Sarina Hülsenbeck, 5 липня 1962) — німецька плавчиня, олімпійська чемпіонка.

## Виступи на Олімпіадах
| Олімпіада   | Дисципліна                      | Місце |
| ----------- | ------------------------------- | ----- |
| Москва 1980 | естафета 4 × 100 вільним стилем | 1     |
| Москва 1980 | комплексна естафета 4 × 100     | 1     |